# Jacob Clemens non Papa
Jacobus Clemens non Papa (tudi Jacques Clément ali Jacob Clemens non Papa) je bil rojen med letoma 1510 in 1515, verjetno v kraju Ypres, umrl pa je v letu 1555 ali 1556, verjetno v kraju Dixmuide. Bil je pomemben in vpliven renesančni skladatelj. Njegov skladateljski opus je obsežen in vsebuje mnoge takrat aktualne sloge. Posebej znane so njegove večglasne predelave psalmov v flamščini.
O njegovi mladosti nimamo skoraj nobenih podatkov. Znano je le, da je bil izšolan za duhovnika.
Prvi kronološko zanesljiv podatek o njem je iz poznih tridesetih let 16. stoletja, ko Pierre Attaingnant v Parizu objavi zbirko njegovih šanson. Tako je upravičeno domnevati, da je Clemens nekaj časa preživel tudi v Parizu. Med marcem leta 1544 in junijem leta 1545 je deloval kot subkantor v katedrali v Brugeu. Kmalu zatem sklene poslovno razmerje z založnikom Tielmanom Susatom iz Antwerpna, s katerim je sodeloval do konca življenja. Od 1545 do 1549 je bil verjetno zborovodja na dvoru Charlesa V. (pred Nicolasom Gombertom). V letu 1550 se je zaposlil kot pevec in skladatelj pri Marijini bratovščini v 's-Hertogenboschu. Poleg tega je znano, da je živel in delal tudi v Ypresu in Leidenu, verjetno tudi v Dordrechtu.

Obstaja kar nekaj teorij, kje je skladatelj dobil vzdevek »non Papa«. Ena od njih pravi, da mu ga je pripisal njegov založnik Susato, zato da bi ga ločil od Papeža Clementa VII. »Non Papa« bi pomenilo Jacob Clement, ampak ne tisti, ki je Papež. Druga teorija zagovarja razlago, da je vzdevek dobil iz istega praktičnega razloga, le da naj bi ga le ta ločil od pesnika Jacobusa Pape iz Ypresa. Vseeno, če vemo, da je Papež Clement VII. umrl preden je skladatelj Clemens izdal kakršnokoli skladbo in da ga od pesnika jasno loči njegov priimek, bi morali biti do obeh teorij precej skeptični. Bolj verjetna je zadnja razlaga, ki preprosto pravi, da je skladatelj vzdevek dobil čisto po naključju, ne zaradi praktičnih razlogov.

Točni podatki o njegovi smrti niso znani. Umrl je najbrž med letoma 1555 in 1556. Pokopan naj bi bil v kraju Dixmuide blizu Ypresa. 
Za razliko od večine njegovih sodobnikov, Clemens verjetno nikdar ni potoval v Italijo. To je razlog, da v njegovih delih ne najdemo vpliva italijanskega sloga, vsaj neposrednega ne. Clemens tako predstavlja predvsem severnoevropsko različico franko-flamskega sloga.

Clemensa lahko uvrstimo v četrto generacijo franko-flamskih skladateljev, če razumemo Dufaya kot predstavnika prve, Ockeghema kot predstavnika druge, Josquina pa kot predstavnika tretje generacije. Clemens je primarno znan kot skladatelj cerkvene glasbe – ta zavzema približno 80 odstotkov njegovega opusa. Napisal je 233 motetov, le 3 od njih na posvetno besedilo. Vseeno je napisal več kot 100 posvetnih del, ki obsegajo ves spekter pesniških oblik, rabljenih v njegovem času. Glede na to, da se je Clemens s skladanjem ukvarjal le dve desetletji, lahko rečemo, da je bil izredno plodovit skladatelj.

Med njegovimi deli so najbolj znani Souterliedekens. Objavljena so bila leta 1556 ali 1557 (založil Tielman Susato, Glasbene knjige, zvezek IV-VII). To je bila prva večglasna predelava vseh 150 psalmov v flamskem jeziku. Psalmi so uglasbeni precej preprosto. Namenjeni so namreč petju doma. Vsebujejo znane melodije balad, pivskih, ljubezenskih in drugih znanih pesmi. Te melodije so bile uporabljene kot cantus firmus (osnovna melodija, ki služi kot ogrodje polifone kompozicije). Nekaj psalmov je osnovanih tudi na podlagi plesnih pesmi. Ti psalmi so homofoni in homoritmični (silabično podajanje besedila). Večina drugih psalmov je triglasnih z rabo imitacije. Cikel psalmov je prestal cenzuro leta 1569, ko je vlada pod vodstvom vojvode Alvskega prepovedala vse knjige, za katere je menila, da so krivoverske.

Za razliko od preprostih psalmov, pa so Clemensove maše (npr. Missa Ecce quam bonum, Missa Gaude lux Donatiane ali Missa defunctorum) in moteti (npr. Circumdederunt me, O quam moesta dies ali Si diligis me) bogate polifone kompozicije, ki se utemeljujejo na skladateljevem pretanjenem občutku za sledenje razpoloženju in podobam besedila. Le to mu omogoča dodelana raba kromatike, ki nemalokrat prinese tudi disonantna sozvočja, iz katerih končno izhaja ekspresivna moč Clemensove uglasbitve. Maše so v večini parodične, kar pomeni, da je skladatelj uporabil že obstoječe vokalne linije in jih obdelal v kontekstu mašnega ciklusa. Ti melodični odseki so bili navadno prevzeti iz posvetnih šanson ali motetov.

Posvetna dela, večinoma šansone, se poslužujejo besedil vseh takrat aktualnih pesniških oblik. Štiriglasne šansone so bolj homofone in so blizu pariškemu slogu Claudina de Sermisyja, pet in šestglasne pa bolj polifone in so blizu slogu Nicolasa Gomberta. Ena od šanson je celo osemglasna (Amour au cueur me poingt), je pa vseeno homofono naravnana. Flamske pesmi so blizu štiriglasnim šansonam.

Po Clemensovi smrti so bile njegove kompozicije distribuirane v Nemčijo, Francijo, Španijo in celo v Anglijo. Največji vpliv je Clemensova glasba imela v Nemčiji; celo Orlando di Lasso je poznal njegova dela in tudi absorbiral določene elemente Clemensovega sloga.
- 15 maš, od tega 14 parodičnih in en rekviem
- 2 fragmenta mašnega ciklusa
- 15 magnifikatov
- Približno 233 motetov
- Več kot 100 posvetnih del, od tega 89 šanson, 8 flamskih pesmi ter 8 instrumentalnih del
- 159 Souterliedekens oz. večglasnih predelav psalmov v flamščini

- Planchart, Alejandro Enrique. Willem Elders. »Clemens non Papa.« Grove Music Online. 16. mar. 2010 < http://www.oxfordmusiconline.com/
- Clement, Jacques. »Clemens non Papa.« Catholic Encyclopedia. 16. mar. 2010 <http://www.newadvent.org/cathen/04012b.htm>
- Sadie, Stanley (ur.). The New Grove Dictionary of Music and Musicians. 4/476-480. London: Macmillan Publishers Limited, 1980.
- Arnold, Denis (ur.). The New Oxford Companion to Music. 1/419. Oxford: Oxford University Press, 1983.
- MGG: Die Musik in Geschichte und Gegenwart: Allgemeine Enzyklopädie der Musik. Personenteil/4/1218-1229. Kassel: Bärenreiter, 2000.

1. 1 2  Record #118666215 // Gemeinsame Normdatei — 2012—2016.
2. ↑  data.bnf.fr: platforma za odprte podatke — 2011.
3. ↑  SNAC — 2010.